# Чемпионат Европы по баскетболу 2007. Группа B
В этой статье представлено положение команд и результаты матчей в группе B первого раунда чемпионата Европы по баскетболу 2007. Состав группы был определён во время жеребьёвки 19 октября 2006 года в Мадриде, Испания. В группе участвовали сборные Испании, Латвии, Португалии и Хорватии. Команды сыграли друг с другом в один круг. Каждая команда провела по три матча. Матчи прошли с 3 по 5 сентября 2007 года в Городском дворце спорта Сан-Пабло в Севилье, Испания.
Три лучшие команды вышли во второй раунд.

## Команды
| Команда    | Квалификация                                                    | Квалификация     | Участие   | Участие | Участие | Лучший результат                           |
| Команда    | Способ                                                          | Дата             | Последнее | Всего   | Подряд  | Лучший результат                           |
| ---------- | --------------------------------------------------------------- | ---------------- | --------- | ------- | ------- | ------------------------------------------ |
| Испания    | Хозяин и чемпион мира 2006                                      | 1 сентября 2006  | 2005      | 25      | 25      | Серебряный призёр (1973, 1983, 1999, 2003) |
| Латвия     | 2-е место в группе D отборочного турнира чемпионата Европы 2007 | 16 сентября 2006 | 2005      | 8       | 4       | Чемпион (1935)                             |
| Португалия | Победитель группы B отборочного турнира чемпионата Европы 2007  | 16 сентября 2006 | 1951      | 2       | 1       | 15-е место (1951)                          |
| Хорватия   | Победитель группы D отборочного турнира чемпионата Европы 2007  | 16 сентября 2006 | 2005      | 8       | 8       | Бронзовый призёр (1993, 1995)              |

## Положение команд
|  | Команда вышла в плей-офф |

| Команда    | Игр | В | П | МЗ  | МП  | МР  | Очки | Тай-брейк |
| ---------- | --- | - | - | --- | --- | --- | ---- | --------- |
| Хорватия   | 3   | 2 | 1 | 252 | 237 | +15 | 5    | 1−0       |
| Испания    | 3   | 2 | 1 | 259 | 218 | +41 | 5    | 0−1       |
| Португалия | 3   | 1 | 2 | 201 | 239 | −38 | 4    | 1−0       |
| Латвия     | 3   | 1 | 2 | 229 | 247 | −18 | 4    | 0−1       |

Время начала матчей дано по местному времени (UTC+2).

## Результаты

### 1-й тур

#### Латвия — Хорватия
| 3 сентября 2007 19:00 | Отчёт | Латвия                     | 85–77    | Хорватия  | Городской дворец спорта Сан-Пабло, Севилья Зрителей: 5 000 Судьи: Луиджи Ламоника Мехмет Кесератар Анибаль Кастано |
| 3 сентября 2007 19:00 | Отчёт | 18–18, 18–18, 20–15, 29–26 |          |           | Городской дворец спорта Сан-Пабло, Севилья Зрителей: 5 000 Судьи: Луиджи Ламоника Мехмет Кесератар Анибаль Кастано |
| 3 сентября 2007 19:00 | Отчёт | Шкеле 17                   | Очки     | Касун 18  | Городской дворец спорта Сан-Пабло, Севилья Зрителей: 5 000 Судьи: Луиджи Ламоника Мехмет Кесератар Анибаль Кастано |
| 3 сентября 2007 19:00 | Отчёт | Биедриньш 7                | Подборы  | Маркота 7 | Городской дворец спорта Сан-Пабло, Севилья Зрителей: 5 000 Судьи: Луиджи Ламоника Мехмет Кесератар Анибаль Кастано |
| 3 сентября 2007 19:00 | Отчёт | Шкеле 5                    | Передачи | Кус 6     | Городской дворец спорта Сан-Пабло, Севилья Зрителей: 5 000 Судьи: Луиджи Ламоника Мехмет Кесератар Анибаль Кастано |

#### Португалия — Испания
| 3 сентября 2007 21:30 | Отчёт | Португалия                | 56–82    | Испания       | Городской дворец спорта Сан-Пабло, Севилья Зрителей: 10 000 Судьи: Кястутис Пилипаускас Шей Штрикс Оливер Краузе |
| 3 сентября 2007 21:30 | Отчёт | 13–23, 8–23, 14–18, 21–18 |          |               | Городской дворец спорта Сан-Пабло, Севилья Зрителей: 10 000 Судьи: Кястутис Пилипаускас Шей Штрикс Оливер Краузе |
| 3 сентября 2007 21:30 | Отчёт | Сантуш, Кунья 9           | Очки     | П. Газоль 19  | Городской дворец спорта Сан-Пабло, Севилья Зрителей: 10 000 Судьи: Кястутис Пилипаускас Шей Штрикс Оливер Краузе |
| 3 сентября 2007 21:30 | Отчёт | да Силва 5                | Подборы  | М. Газоль 7   | Городской дворец спорта Сан-Пабло, Севилья Зрителей: 10 000 Судьи: Кястутис Пилипаускас Шей Штрикс Оливер Краузе |
| 3 сентября 2007 21:30 | Отчёт | Миранда 3                 | Передачи | 4 игрока по 3 | Городской дворец спорта Сан-Пабло, Севилья Зрителей: 10 000 Судьи: Кястутис Пилипаускас Шей Штрикс Оливер Краузе |

### 2-й тур

#### Хорватия — Португалия
| 4 сентября 2007 19:00 | Отчёт | Хорватия                   | 90–68    | Португалия | Городской дворец спорта Сан-Пабло, Севилья Зрителей: 6 000 Судьи: Кястутис Пилипаускас Шей Штрикс Мехмет Кесератар |
| 4 сентября 2007 19:00 | Отчёт | 19–19, 23–17, 33–14, 15–18 |          |            | Городской дворец спорта Сан-Пабло, Севилья Зрителей: 6 000 Судьи: Кястутис Пилипаускас Шей Штрикс Мехмет Кесератар |
| 4 сентября 2007 19:00 | Отчёт | Попович 14                 | Очки     | Гомеш 17   | Городской дворец спорта Сан-Пабло, Севилья Зрителей: 6 000 Судьи: Кястутис Пилипаускас Шей Штрикс Мехмет Кесератар |
| 4 сентября 2007 19:00 | Отчёт | Пркачин 5                  | Подборы  | Сантуш 9   | Городской дворец спорта Сан-Пабло, Севилья Зрителей: 6 000 Судьи: Кястутис Пилипаускас Шей Штрикс Мехмет Кесератар |
| 4 сентября 2007 19:00 | Отчёт | Пркачин, Укич по 3         | Передачи | Миранда 4  | Городской дворец спорта Сан-Пабло, Севилья Зрителей: 6 000 Судьи: Кястутис Пилипаускас Шей Штрикс Мехмет Кесератар |

#### Испания — Латвия
| 4 сентября 2007 21:30 | Отчёт | Испания                    | 93–77    | Латвия        | Городской дворец спорта Сан-Пабло, Севилья Зрителей: 10 000 Судьи: Гжегож Земблицкий Анибаль Кастано Оливер Краузе |
| 4 сентября 2007 21:30 | Отчёт | 25–20, 16–16, 29–19, 23–22 |          |               | Городской дворец спорта Сан-Пабло, Севилья Зрителей: 10 000 Судьи: Гжегож Земблицкий Анибаль Кастано Оливер Краузе |
| 4 сентября 2007 21:30 | Отчёт | П. Газоль 26               | Очки     | Биедриньш 17  | Городской дворец спорта Сан-Пабло, Севилья Зрителей: 10 000 Судьи: Гжегож Земблицкий Анибаль Кастано Оливер Краузе |
| 4 сентября 2007 21:30 | Отчёт | П. Газоль 9                | Подборы  | Биедриньш 5   | Городской дворец спорта Сан-Пабло, Севилья Зрителей: 10 000 Судьи: Гжегож Земблицкий Анибаль Кастано Оливер Краузе |
| 4 сентября 2007 21:30 | Отчёт | 3 игрока по 3              | Передачи | 3 игрока по 3 | Городской дворец спорта Сан-Пабло, Севилья Зрителей: 10 000 Судьи: Гжегож Земблицкий Анибаль Кастано Оливер Краузе |

### 3-й тур

#### Португалия — Латвия
| 5 сентября 2007 19:00 | Отчёт | Португалия                | 77–67    | Латвия       | Городской дворец спорта Сан-Пабло, Севилья Зрителей: 5 500 Судьи: Луиджи Ламоника Оливер Краузе Мехмет Кесератар |
| 5 сентября 2007 19:00 | Отчёт | 17–9, 11–15, 27–20, 22–23 |          |              | Городской дворец спорта Сан-Пабло, Севилья Зрителей: 5 500 Судьи: Луиджи Ламоника Оливер Краузе Мехмет Кесератар |
| 5 сентября 2007 19:00 | Отчёт | Фернандеш, Сантуш по 14   | Очки     | Яниченокс 21 | Городской дворец спорта Сан-Пабло, Севилья Зрителей: 5 500 Судьи: Луиджи Ламоника Оливер Краузе Мехмет Кесератар |
| 5 сентября 2007 19:00 | Отчёт | Сантуш 8                  | Подборы  | Биедриньш 18 | Городской дворец спорта Сан-Пабло, Севилья Зрителей: 5 500 Судьи: Луиджи Ламоника Оливер Краузе Мехмет Кесератар |
| 5 сентября 2007 19:00 | Отчёт | Фернандеш, Гомеш по 3     | Передачи | Шкеле 4      | Городской дворец спорта Сан-Пабло, Севилья Зрителей: 5 500 Судьи: Луиджи Ламоника Оливер Краузе Мехмет Кесератар |

#### Хорватия — Испания
| 5 сентября 2007 21:30 | Отчёт | Хорватия                   | 85–84    | Испания      | Городской дворец спорта Сан-Пабло, Севилья Зрителей: 10 000 Судьи: Кястутис Пилипаускас Гжегож Земблицкий Анибаль Кастано |
| 5 сентября 2007 21:30 | Отчёт | 21–28, 19–22, 27–15, 18–19 |          |              | Городской дворец спорта Сан-Пабло, Севилья Зрителей: 10 000 Судьи: Кястутис Пилипаускас Гжегож Земблицкий Анибаль Кастано |
| 5 сентября 2007 21:30 | Отчёт | Попович 18                 | Очки     | П. Газоль 26 | Городской дворец спорта Сан-Пабло, Севилья Зрителей: 10 000 Судьи: Кястутис Пилипаускас Гжегож Земблицкий Анибаль Кастано |
| 5 сентября 2007 21:30 | Отчёт | Банич 9                    | Подборы  | Рейес 10     | Городской дворец спорта Сан-Пабло, Севилья Зрителей: 10 000 Судьи: Кястутис Пилипаускас Гжегож Земблицкий Анибаль Кастано |
| 5 сентября 2007 21:30 | Отчёт | Томас 4                    | Передачи | Кальдерон 3  | Городской дворец спорта Сан-Пабло, Севилья Зрителей: 10 000 Судьи: Кястутис Пилипаускас Гжегож Земблицкий Анибаль Кастано |